# 動元十八
動元十八（英語：Action 18）為元朗十八鄉地區組織，成立於2019年7月。致力促進居民參與社區事務，改善社區問題，為居民發聲。曾就721元朗襲击事件去信警方要求徹查事件、舉辦南生圍生態導賞團，並於十八鄉屋苑舉辦中秋燈籠製作工作坊、派發蚊怕水等活動，連結社區。其中三位成員方浩軒、劉晉宇及司徒博文出選十八鄉中、十八鄉北及十八鄉西之2019年區議會選舉 。其中方浩軒及司徒博文成功當選。
2020年2月23日，動元十八在facebook宣布十八鄉東區議員李俊威加入，令議席數增至3席。

## 成員
2020-23區議員
| 區議會 | 選區號碼 | 選區 | 議員 | 備註 |
| ------ | -------- | ---- | ---- | ---- |

## 選舉

### 2019年香港區議會選舉
| 參選選區         | 候選人   | 得票    | 結果 |
| 2019年區議會選舉 |          |         |      |
| M05 十八鄉中     | 方浩軒   | 4,013票 | 當選 |
| M10 十八鄉北     | 劉晉宇   | 1,602票 | 落選 |
| M12 十八鄉西     | 司徒博文 | 3,391票 | 當選 |